# Missing You (песня The Black Eyed Peas)
«Missing You» — промосингл американской хип-хоп-группы The Black Eyed Peas из их пятого студийного альбома The E.N.D. (2009).
«Missing You» не смог попасть в главный хит-парад синглов Франции, достигнув восьмого и 19-го мест в чартах airplay и digital соответственно. 18 июня 2010 года было выпущено сопроводительное музыкальное видео на песню, включавшее кадры с живого выступления песни в Staples Center в Лос-Анджелесе во время The E.N.D. World Tour (2009—2010). Песня также была показана в эпизоде телесериала Морская полиция на CBS.

## Критика
Талия Крейнс из Би-би-си сказала, что в песне были «дикие басы и рычащий вокал».

## Коммерческая производительность
«Missing You» получил широкое распространение во Франции и Австралии. Песня достигла восьмого места в официальном чарте French Airplay и 19-го во французском чарте цифровых синглов.

## Релиз и продвижение
«Missing You» была выпущена в качестве промосингла эксклюзивно во Франции 7 июня 2010 года на Polydor Records, оказав влияние на современное хитовое радио страны 23 апреля. Она была исполнена вживую во время The E.N.D. World Tour (2009—2010), а выступление 30 марта 2010 года в Staples Center в Лос-Анджелесе было записано и выпущено 18 июня на официальной странице группы на Dipdive в качестве сопровождающего музыкального видео на песню во Франции. Песня также была показана в эпизоде «Moonlighting» телесериала CBS «Морская полиция» 27 апреля.

## Список композиций
- Digital download (Radio Edit)[1]

1. «Missing You» (Radio Edit) — 4:26

## Участники записи
- will.i.am — вокал, написание песни, синтезаторы, барабаны
- apl.de.ap — вокал, написание песни
- Ферги — вокал, написание песни
- Taboo — вокал, написание песни
- Printz Board — написание песни, продюсирование, клавишные, синтезаторы
- Jean Baptiste — написание песни
- George Pajon, Jr. — гитара

## Чарты
| Чарт (2010)                   | Позиция |
| ----------------------------- | ------- |
| Бельгия (Ultratip Wallonia)   | 22      |
| France Airplay (SNEP)         | 8       |
| Франция (SNEP) Download Chart | 19      |

## Хронология выхода
| Регион  | Дата           | Формат                 | Лейбл   | Ref.  |
| ------- | -------------- | ---------------------- | ------- | ----- |
| Франция | 23 апреля 2010 | Contemporary hit radio | Polydor | [ 5 ] |
| Франция | 7 июня 2010    | Digital download       | Polydor | [ 6 ] |